# 西南街道 (佛山市)
西南街道是中华人民共和国广东省佛山市三水区下辖的一个街道办事处。位于北江和西南涌的交汇处，是三水区政府驻地。辖区总面积178平方公里，常住人口20万人，外来人口12万人。2008年全镇国内生产总值202亿元人民币。

## 行政区划
西南街道下辖以下村级行政区划单位：
云秀社区、文锋西社区、文锋东社区、月桂社区、园林社区、桥头社区、康华社区、沙头社区、张边社区、布心社区、河口社区、董营村、高丰村、横涌村、邓岗村、石湖洲村、宝月村、大塱山村、青岐村、鲁村、南岸村、五顶岗村、洲边村、江根村和木棉村。

## 交通
- 贵广客运专线、南广铁路：三水南站
- 广肇城际铁路：三水北站
- 三水运发：三水汽车站
- 601-681公交